# Justyn Karnicki
Justyn (Justynian) Jan Karnicki herbu Kościesza (ur. 28 lutego 1806 w gub. witebskiej, zm. 27 stycznia 1876 w Warszawie) – polski archeolog, historyk, kolekcjoner, uczeń Akademii Połockiej, absolwent Uniwersytetu Wileńskiego, senator, członek założyciel Towarzystwa Zachęty Sztuk Pięknych i jego wiceprezes (1862-1876), członek Rady Wychowania Publicznego, pierwszy honorowy dyrektor Muzeum Sztuk Pięknych w Warszawie (1862-1876).

## Życiorys
Syn Mikołaja Karnickiego, marszałka lucyńskiego oraz szambelana króla Stanisława Augusta Poniatowskiego, i Doroty ze Szczyttów (Niemirowiczów-Szczyttów h. Jastrzębiec). Wnuk pisarza skarbowego litewskiego Justyniana Niemirowicza-Szczytta. 
Ojciec Justyniana, Mikołaj Karnicki, był dziedzicem Ewermujży i Zahałowa. Justynian Karnicki był najstarszym dzieckiem Mikołaja i Doroty z Niemirowiczów-Szczyttów (zmarłej 10.VI.1813). Miał dwóch braci: Józefa oraz Jana (1813-1879) – senatora Królestwa Polskiego, tajnego radcę, fundatora i pierwszego właściciela Pałacu Karnickich w Alejach Ujazdowskich w Warszawie; oraz trzy siostry: Anielę - żonę hrabiego Gustawa Wielhorskiego; Antoninę - żonę Edmunda Sulistrowskiego; oraz Adelę - żonę księcia Konstantego Radziwiłła, marszałka nowogrodzkiego. 
Ze strony matki Justynian Karnicki był bratem ciotecznym ryskiego filantropa marszałka Justyniana Niemirowicza-Szczytta i zesłańca księdza Jana Niemirowicza-Szczytta. 
Justynian Karnicki nauki rozpoczął w kolegium OO. Jezuitów w Połocku, a następnie studiował na Uniwersytecie Wileńskim w okresie rozkwitu tej uczelni, kiedy wykłady prowadziły takie postaci jak Lelewel, Jan i Jędrzej Śniadeccy czy Goluchowski. Młode lata spędził w swoich dobrach w Inflantach, doglądając swoich majątków. Wkrótce jednak ze względu na problemy zdrowotne zdecydował się na wyjazd za granicę w celu podjęcia odpowiedniego leczenia. Podróże po krajach europejskich Karnicki wykorzystał dla zdobycia wykształcenia w zakresie sztuki i muzealnictwa. W 1842 osiadł przy swej rodzinie w Warszawie, gdzie zaczął rozwijać swoją pasję kolekcjonerską, przeznaczając na ten cel znaczną część swoich zasobów finansowych. Z początku koncentrował się na rycinach znakomitych mistrzów, potem obrazach, a z czasem jego kolekcja zaczęła obejmować również wszelkiego rodzaju zabytki sztuki starożytnej i średniowiecznej, rzadkie porcelany, medale czy numizmaty. Po 30 latach kolekcja Justyniana Karnickiego stanowiła jedną z najbardziej znakomitych i pokaźnych kolekcji prywatnych. 
W 1862 na usilną prośbę naczelnika rządu centralnego Królestwa Polskiego margrabiego Aleksandra Wielopolskiego senator Justynian Karnicki (wówczas członek Towarzystwa Zachęty Sztuk Pięknych i Rady Wychowania Publicznego) zgodził się na objęcie stanowiska pierwszego honorowego dyrektora założonego w 1862 roku Muzeum Sztuk Pięknych w Warszawie (przyszłego Muzeum Narodowego). Nominacja miała miejsce 24 lipca 1862 roku. Wykorzystując swoje wysokie kompetencje i szerokie znajomości w kręgu znawców sztuki za granicą, Karnicki dokonywał udanych zakupów dzieł sztuki europejskiej, wydatnie poszerzając zasoby Muzeum.
Justynian Karnicki był członkiem założycielem Towarzystwa Zachęty Sztuk Pięknych w Warszawie (1860) i jego wieloletnim wiceprezesem (1862-1876). Przyczynił się do powstania w Zachęcie kolekcji współczesnej sztuki polskiej, zainicjowanej pierwszym zakupem Towarzystwa - obrazu Józefa Simmlera "Śmierć Barbary Radziwiłłówny".
Zmarł 27 stycznia 1876 w Warszawie, ciesząc się powszechnym szacunkiem i opinią wielkiego miłośnika sztuk pięknych. Spoczywa na Cmentarzu Powązkowskim w Warszawie.